# 慈恵柏看護専門学校
慈恵柏看護専門学校 （じけいかしわかんごせんもんがっこう）は、学校法人慈恵大学が運営する看護専門学校。千葉県柏市柏下163番地1に位置し、東京慈恵会医科大学附属柏病院（臨地実習）に併設されている。
学生数243人（2021年5月1日時点）。

## 概要
千葉県柏市からの大学病院の誘致を受けて、1987年4月に東京慈恵会医科大学附属柏病院が新規開設されるとともに、併設して開校した看護教育機関である。

## 歴史
＜主な出典：慈恵看護教育年表の他＞
- 1987年04月 - 学校法人慈恵大学が慈恵柏看護専門学校を開校（3年課程・1学年定員40人）。
- 1993年04月 - 1学年定員80人に変更。
- 2014年04月 - 男女共学に移行。

## 交通アクセス
- 東日本旅客鉄道常磐線北柏駅より徒歩10分。